# Cumbre de Estrasburgo-Kehl de 2009

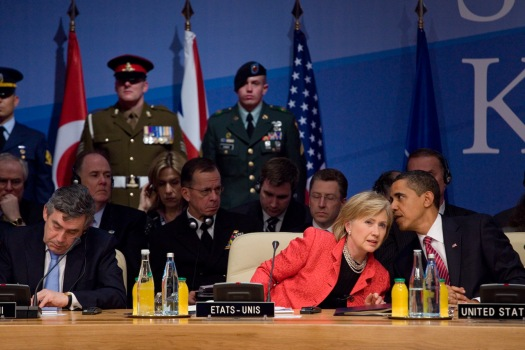
Gordon Brown, Hillary Clinton y Barack Obama en la cumbre.

La cumbre de Estrasburgo-Kehl de 2009 fue la 21.ª cumbre de la OTAN entre jefes de Estado y gobierno celebrada en Estrasburgo (Francia) y en Kehl y Baden-Baden (Alemania) los días 3 y 4 de abril de 2009. La cumbre conmemoró el 60.º aniversario de la fundación de la Organización del Tratado del Atlántico Norte. La agenda de la cumbre se centró en esa conmemoración y en una serie de asuntos urgentes concernientes a la organización.
Los anfitriones de la cumbre fueron Nicolas Sarkozy y Angela Merkel, como jefes de Estado de Francia y Alemania respectivamente. Las reuniones fueron presididas por el secretario general de la OTAN, Jaap de Hoop Scheffer.

## Temas tratados en la cumbre
- Evolución de la estrategia de la OTAN para Afganistán y el resultado del cambio estratégico llevado a cabo por el nuevo gobierno de Estados Unidos.
- Relaciones con Rusia.
- Reconciliación con Francia y sus consecuencias sobre las relaciones entre la OTAN y la Unión Europea.
- Preparación de un nuevo concepto estratégico para la Organización.
- Designación de un nuevo secretario general para el 1 de agosto de 2009.

## Acontecimientos
- Acogida de dos nuevos miembros

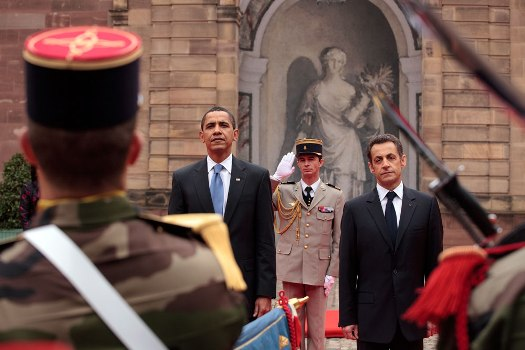
Barack Obama y Nicolas Sarkozy en el Palacio Rohan de Estrasburgo.

En un comunicado emitido al final de la reunión, los dirigentes celebraron la entrada de Albania y Croacia en la Alianza.
 La OTAN reafirmó su compromiso de continuar el diálogo y la cooperación con los países y mantener abierta la puerta de ingreso en la Organización, con el fin de reforzar la seguridad de todos en la zona euroatlántica.
- Nuevo Secretario General

Los 28 aliados de la OTAN seleccionaron un nuevo Secretario General. El primer ministro danés, Anders Fogh Rasmussen, asumió sus funciones el 1 de agosto de 2009, cuando el mandato de Jaap de Hoop Scheffer expiró.

## Decisiones
- Futuro y principios de la OTAN

Los dirigentes de la OTAN reafirmaron el principio de indivisibilidad de la seguridad de los Aliados, el compromiso con la solidaridad transatlántica y el objetivo común de una Europa que sea completa y libre. Los miembros de la OTAN han adoptado una Declaración que reafirma los valores fundamentales, los principios y propósitos de la OTAN. También se puso en marcha el proceso para desarrollar un nuevo concepto estratégico, un documento que definirá la OTAN a largo plazo en el nuevo entorno de seguridad del siglo XXI. Los dirigentes han reiterado el apoyo de la Alianza a los propósitos y principios de la Carta de las Naciones Unidas y reconocieron la importancia de mejorar la cooperación entre las dos organizaciones. Los miembros de la OTAN también han reconocido la importancia de una defensa europea más fuerte y más capaz, acogiendo los esfuerzos de la UE para reforzar su capacidad para hacer frente a los retos de seguridad común. 
- Compromiso en Afganistán

Los dirigentes de la OTAN reconocieron que la seguridad en la zona euroatlántica está estrechamente vinculada a la seguridad y la estabilidad en Afganistán y declararon que esas estaban prioridades claves de la OTAN. La OTAN declaró que sigue siendo comprometida a ayudar al Gobierno de Afganistán para apoyar a largo plazo de la seguridad y la estabilidad del país, junto con la comunidad internacional. Los jerarcas pidieron una fuerte participación constructiva de los países de la región, ya que la consideraban importante, y se comprometieron a reforzar la cooperación con todos los vecinos de Afganistán, especialmente Pakistán.
- Colaboración con Rusia

Jefes de Estado y de Gobierno reiteraron su compromiso con el eje OTAN-Rusia, entendiéndolo como un elemento estratégico en la promoción de la seguridad en la zona euroatlántica. Declararon que a pesar de los desacuerdos actuales, Rusia es de particular importancia para la OTAN como socio y vecino y que tanto la OTAN como Rusia comparten intereses comunes de seguridad, tales como la estabilización de Afganistán, el control del armamento, el desarme y la no proliferación de armas de destrucción masiva. También acordaron que la OTAN mantuviera su compromiso de utilizar el Consejo OTAN-Rusia como un foro para el diálogo político sobre todas las cuestiones.

## Dirigentes asistentes
| - Albania: Presidente Bamir Topi - Alemania: Canciller Angela Merkel - Bélgica: Primer ministro Herman Van Rompuy - Bulgaria: - Presidente Georgi Parvanov - Canadá: Primer ministro Stephen Harper - Croacia: Presidente Stjepan Mesić - República Checa: Primer ministro Mirek Topolanek - Dinamarca: Primer ministro Anders Fogh Rasmussen - Eslovaquia: Presidente Ivan Gasparovic - Eslovenia: Primer ministro Borut Pahor - España: Presidente del Gobierno José Luis Rodríguez Zapatero - Estados Unidos: Presidente Barack Obama - Estonia: Primer ministro Andrus Ansip - Francia: Presidente Nicolas Sarkozy | - Grecia: Primer ministro Kostas Karamanlis - Hungría: Primer ministro Ferenc Gyurcsány - Islandia: Primer ministro Johanna Sigurdardottir - Italia: Primer ministro Silvio Berlusconi - Letonia: Primer ministro Valdis Dombrovskis - Lituania: Primer ministro Andrius Kubilius - Luxemburgo: Primer ministro Jean-Claude Juncker - Noruega: Primer ministro Jens Stoltenberg - Países Bajos: Primer ministro Jan Peter Balkenende - Polonia: Presidente Lech Kaczyński - Portugal: Primer ministro José Sócrates - Reino Unido: Primer ministro Gordon Brown - Rumania: Primer ministro Emil Boc - Turquía: Primer ministro Recep Tayyip Erdoğan |

## Protestas

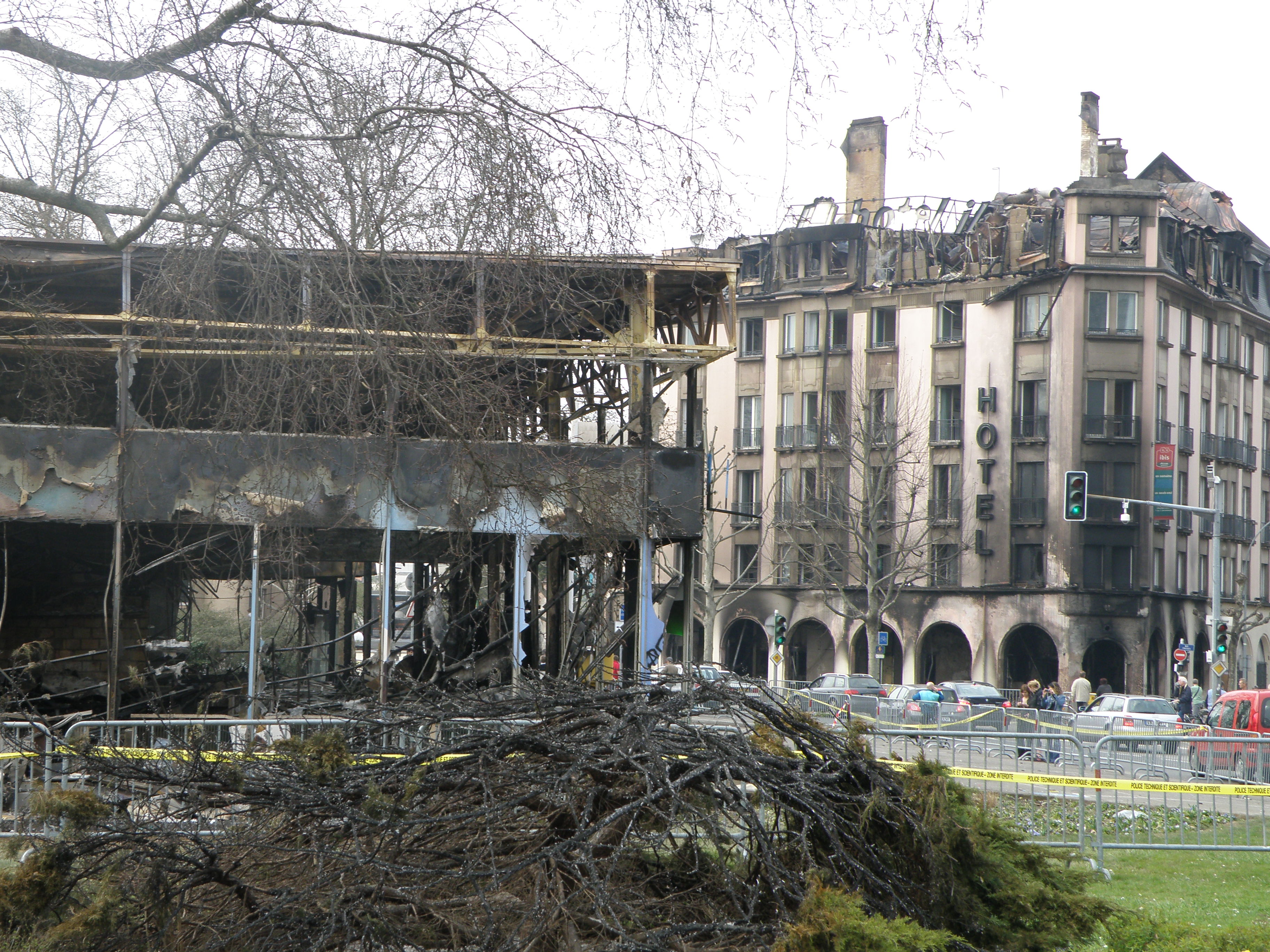
Daños en un hotel del centro de Estrasburgo después de las manifestaciones.

Manifestantes anti-OTAN instalaron campamentos en el sur de Estrasburgo para bloquear el acceso a la reunión de 28 jefes de Estado y de Gobierno. En particular, los manifestantes se instalaron en una «aldea» de lucha contra la OTAN situada al sur de Estrasburgo. Un dispositivo de policías armados les impidió llegar al centro de la ciudad disparando gases lacrimógenos para dispersar a los manifestantes. 
El primer día, trescientas personas fueron detenidas y 105 tomadas en custodia en Estrasburgo después de los enfrentamientos entre la policía y manifestantes. Durante los enfrentamientos, se produjeron daños significativos en las calles. Una docena de paradas de autobús fueron rotas y contenedores de basura fueron incendiados. Durante la noche del 3 de abril, la policía hizo 25 arrestos. Unos 10 000 policías y gendarmes fueron movilizados para la cumbre.